# Richard Reeves
Pour les articles homonymes, voir Reeves.
Richard Reeves est un acteur américain, né le 10 août 1912 à New York, New York, et décédé le 17 mars 1967 à Northridge, en Californie (États-Unis).

## Filmographie
- 1943 : This Is the Army : Soldier-singer
- 1947 : The Long Night : Cop
- 1947 : Les Conquérants d'un nouveau monde (Unconquered) : Joshua
- 1948 : The Hunted : Detective
- 1948 : L'Enfer de la corruption (Force of Evil) d'Abraham Polonsky : Policeman
- 1950 : Double Deal : détective Webber
- 1951 : Finders Keepers : Joey
- 1951 : Excuse My Dust : Brigadier General
- 1951 : Les Amants de l'enfer (Force of Arms) : Hospital Attendant
- 1951 : Feu sur le gang (Come Fill the Cup) de Gordon Douglas : Moving Man
- 1951 : The Racket de John Cromwell : Hefty henchman
- 1952 : So You Want to Get It Wholesale
- 1952 : Une fille dans chaque port (A Girl in Every Port) : Slow Poke, Henchman
- 1952 : Retreat, Hell! (en) de Joseph H. Lewis : Sergeant at Headquarters Building
- 1952 : Hoodlum Empire de Joseph Kane : Rollins
- 1952 : Marins et marraines (en) (Gobs and Gals) de R. G. Springsteen : Big sailor
- 1952 : Le Bal des mauvais garçons (Stop, You're Killing Me) de Roy Del Ruth
- 1952 : The Pride of St. Louis : Connelly
- 1952 : L'Homme à la carabine (Carbine Williams) : Guard in cage
- 1952 : Les Conquérants de Carson City (Carson City) : Cook
- 1952 : I Dream of Jeanie : Tough Mate in Saloon
- 1952 : La Collégienne en folie (She's Working Her Way Through College) de H. Bruce Humberstone : Mike
- 1952 : Cinq mariages à l'essai (We're Not Married!) : Brigadier General
- 1952 : Fargo : Bartender
- 1952 : Les Diables de l'Oklahoma (Thunderbirds), de John H. Auer : Ft. Sill Officer
- 1952 : The Maverick : Frank Bullitt
- 1952 : Androclès et le Lion (Androcles and the Lion) de Chester Erskine : Gladiator
- 1953 : I Beheld His Glory (TV) : Gestas
- 1953 : A Perilous Journey de R. G. Springsteen : Stewart the Sailor
- 1953 : Fair Wind to Java : Hoppo Two
- 1953 : Les Frontières de la vie (The Glass Wall) : Eddie
- 1953 : Devil's Canyon (La Nuit sauvage ) d'Alfred L. Werker : Guard
- 1953 : Man of Conflict : Thug Driving Car
- 1953 : Jack Slade : One of the Prentice Boys
- 1953 : Wicked Woman : Man in bar
- 1953 : Un galop du diable (Money from Home) de George Marshall : Russian Henry, Henchman
- 1954 : Trader Tom of the China Seas (en) de Franklin Adreon : Rebel Chief
- 1954 : Loophole : Pete Mazurki
- 1954 : Le Défilé de la trahison (en) (Khyber Patrol) de Seymour Friedman : Khan Servant Bringing Wine
- 1954 : Objectif Terre (Target Earth) de Sherman A. Rose : Jim Wilson
- 1954 : Le Nettoyeur (Destry) de George Marshall : Mac
- 1954 : Day of Triumph : Gestas
- 1955 : Top Gun : Quentin's Henchman
- 1955 : Ma and Pa Kettle at Waikiki : Lefty Conway
- 1955 : The Eternal Sea : Rivet Catcher
- 1955 : City of Shadows : Angelo Di Bruno
- 1955 : Tarzan's Hidden Jungle : Reeves
- 1955 : La Peur au ventre (I Died a Thousand Times) : Deputy
- 1956 : L'Ultime Razzia (The Killing) : Bill, Track Employee in Locker Room
- 1956 : Cet homme est armé (en) (The Man Is Armed) de Franklin Adreon : Thorne, robbery henchman
- 1956 : Running Target : Jaynes
- 1956 : Deux nigauds dans le pétrin (en) (Dance with Me Henry) : 'Mushie' Nolan
- 1957 : Règlement de comptes à O.K. Corral (Gunfight at the O.K. Corral) : Pierce's foreman
- 1957 : The Buckskin Lady : Potter
- 1957 : Le Retour de Billy the Kid (en) (The Parson and the Outlaw) d'Oliver Drake : shérif Pat Garrett
- 1958 : Fusillade à Tucson (en) (Gunsmoke in Tucson) de Thomas Carr : Notches Pole
- 1958-1959 : Au nom de la loi (Wanted Dead or Alive) (série TV) 
  - Saison 1 épisode 16 : Vale
  - Saison 2 épisode 15 (Chain Gang) : Jenks
- 1959 : Riot in Juvenile Prison : Andy, a guard
- 1960 : The Rookie : MP
- 1960 : Twelve Hours to Kill : Mark
- 1961 : The Adventures of Superboy (TV)
- 1961 : Sous le ciel bleu de Hawaï (Blue Hawaii) : Harmonica-playing Convict
- 1964 : La Maison de Madame Adler (A House Is Not a Home) de Russell Rouse : Pete Snyder
- 1965 : La Stripteaseuse effarouchée (Girl Happy) : Officer Wilkins
- 1965 : Chatouille-moi (Tickle Me) : Jim (bartender)
- 1965 : At the End of the Rainbow : Genie
- 1965 : Harum Scarum : Scarred Bedouin
- 1966 : Frankie and Johnny : Man on street
- 1966 : Billy the Kid versus Dracula : Pete (saloonkeeper)
- 1967 : L'Honorable Griffin (The Adventures of Bullwhip Griffin) : Last haircut man
- 1967 : Eight on the Lam (en) : Bit Role